# Berg (Oberfranken)
 For alternative betydninger, se Berg. (Se også artikler, som begynder med Berg)
Berg er en by i Landkreis Hof i den nordøstlige del af den bayerske regierungsbezirk Oberfranken i det sydlige Tyskland. Den ligger i landskabet Bayerske Vogtland omkring 12 kilometer nordvest for byen Hof.

## Geografi
Kommunen består ud over Berg af 33 landsbyer og bebyggelser:
| - Barthelsmühle - Berg - Blumenaumühle - Brandstein - Bruck - Bruckmühle - Bug - Eisenbühl - Erzengel - Feldmühle - Geiersberg - Gottsmannsgrün | - Gupfen - Hadermannsgrün - Holler - Lerchenhaag - Lohwiese - Ludwigshöhe - Maihof - Mitteltiefengrün - Obersachsenvorwerk - Obertiefengrün - Rothleiten - Rudolphstein Moos | - Schnarchenreuth - Steinbühl - Steingrün (Hofname Mohrnhaus) - Tiefengrüner Schieferbruch mit Hühnernest - Untersachsenvorwerk - Untertiefengrün - Wacholderreuth - Waldlust - Weißenbachmühle - Wiesenhaus |

## Historie
Berg er nævnt første gang 5. april 1322. Som en del af det preußiske fyrstedømme Bayreuth faldt Berg ved Freden i Tilsit i 1807 under fransk herredømme, men blev i 1810 en del af Kongeriget Bayern. Den nuværende kommune blev dannet i 1818.